# Římské akvadukty

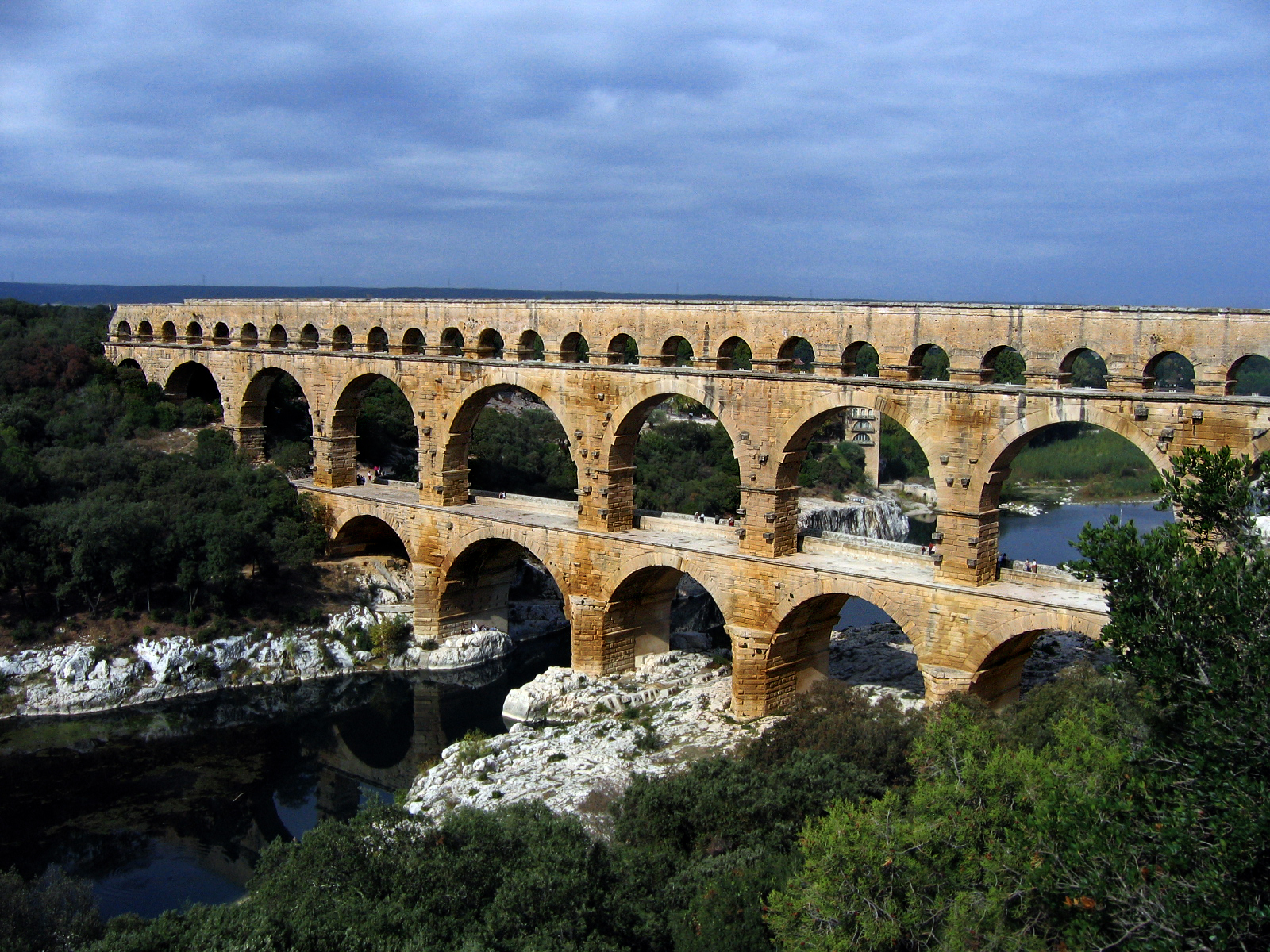
Pont du Gard (Provence, Francie). Jedna z nejlépe dochovaných obloukových podpěr pro akvadukt, který zásoboval město Nimes. Voda byla vedena na vrcholu nejvyššího patra. Spodní patro bylo rozšířeno v 18. století, kvůli druhotnému využití konstrukce jako mostu

Římané budovali akvadukty napříč celým svým impériem za účelem přivést vodu do měst z často velmi vzdálených zdrojnic. Voda z akvaduktů zásobovala veřejné lázně, latríny, fontány, ale i soukromé domy. Akvadukty taktéž zajišťovaly dodávku vody pro doly, mlýny, farmy a zahrady.
Římskými akvadukty tekla voda pouze samospádem, zpravidla pod velmi nízkým sklonem v potrubích z kamene, cihel nebo betonu. Výjimečně byly akvadukty budovány i se strmějším sklonem. Většina potrubí byla ukryta pod zemí a kopírovala přírodní terénní překážky; kopce a hory bývaly obcházeny, méně často v nich byly raženy tunely. Hluboká údolí byla překonávána pomocí mostů, případně byla voda sváděna do vysokotlakých olověných, keramických nebo kamenných potrubí a pomocí sifonu byla vytlačena na druhou stranu. Většina akvaduktů byla vybavena sedimentačními nádržemi, které pomáhaly redukovat nečistoty vznikající obrušováním stěn potrubí. Propusti a distribuční nádrže (castella aquae) pak regulovaly dodávky vody do jednotlivých cílových destinací.
Vůbec první římský akvadukt přiváděl vodu do fontány na městském dobytčím trhu. Do třetího století našeho letopočtu se ve městě vybudovalo již jedenáct akvaduktů, které umožňovaly velmi štědré dodávky vody pro více než milion zdejších obyvatel. Většina vody zásobovala velmi početné městské veřejné lázně. Města napříč celou Římskou říší tento model napodobovala a financovala akvadukty jako objekty veřejného zájmu a občanské prestiže.
Řada římských akvaduktů se ukázala jako velmi trvanlivá a odolná. Některé byly používány až do raného novověku a pozůstatky některých jsou stále částečně v provozu. Metody stavby akvaduktů jsou zmiňovány Vitruviem v jeho díle De Architectura (1. století n. l.). Generál Frontinius ve své oficiální zprávě uvádí podrobnější informace o používání a zneužívání veřejného vodovodu císařského Říma.

## Pozadí
Před osvojením technologie akvaduktů byli Římané, stejně jako většina jejich současníků v antickém světě, odkázáni na místní vodní zdroje, jakými byly prameny a potoky, doplněné podzemní vodou ze soukromých nebo veřejných studní a sezónní dešťovou vodou sváděnou ze střech do sudů nebo cisteren. Závislost starověkých komunit na takovýchto vodních zdrojích omezovala jejich potenciální růst. Princip římských akvaduktů souvisí už s vodním hospodářstvím Etrusků i Řeků, ale až římští stavitelé byli v této oblasti dostatečně úspěšní a efektivní. Počátkem imperiální doby městské akvadukty zásobovaly více než milion obyvatel a marnotratné hospodaření s vodou se stalo fundamentální součástí římského života. Odpadní voda z akvaduktů byla využívána k proplachování kanálů měst. Voda z akvaduktů taktéž zásobovala vily, okrasné městské i příměstské zahrady, zahradnictví, farmy a zemědělská zařízení a v průběhu času se stala jádrem římské ekonomiky a bohatství.

### Akvadukty v Římě
Městské akvadukty a roky jejich dokončení:
- 312 př. n. l. – Aqua Appia – první Římský akvadukt, který byl téměř celý ukrytý pod zemí
- 272 př. n. l. – Aqua Anio Vetus
- 144–140 př. n. l. – Aqua Marcia
- 127–126 př. . l. – Aqua Tepula
- 33 př. n. l. – Aqua Julia – zbudován Octavianem (císař Augustus)
- 19 n. l. – Aqua Virgo – postaven k zajištění vody do termálních lázní v Campus Martius
- 2 př. n. l. – Aqua Alsietina
- 38–52 n. l. – Aqua Claudia
- 38–52 n. l. – Aqua Anio Novus
- 109 n. l. – Aqua Traiana – vybudován pro přívod vody do římských předměstí, dnes nazývaných Trastevere
- 226 n. l. – Aqua Alexandrina

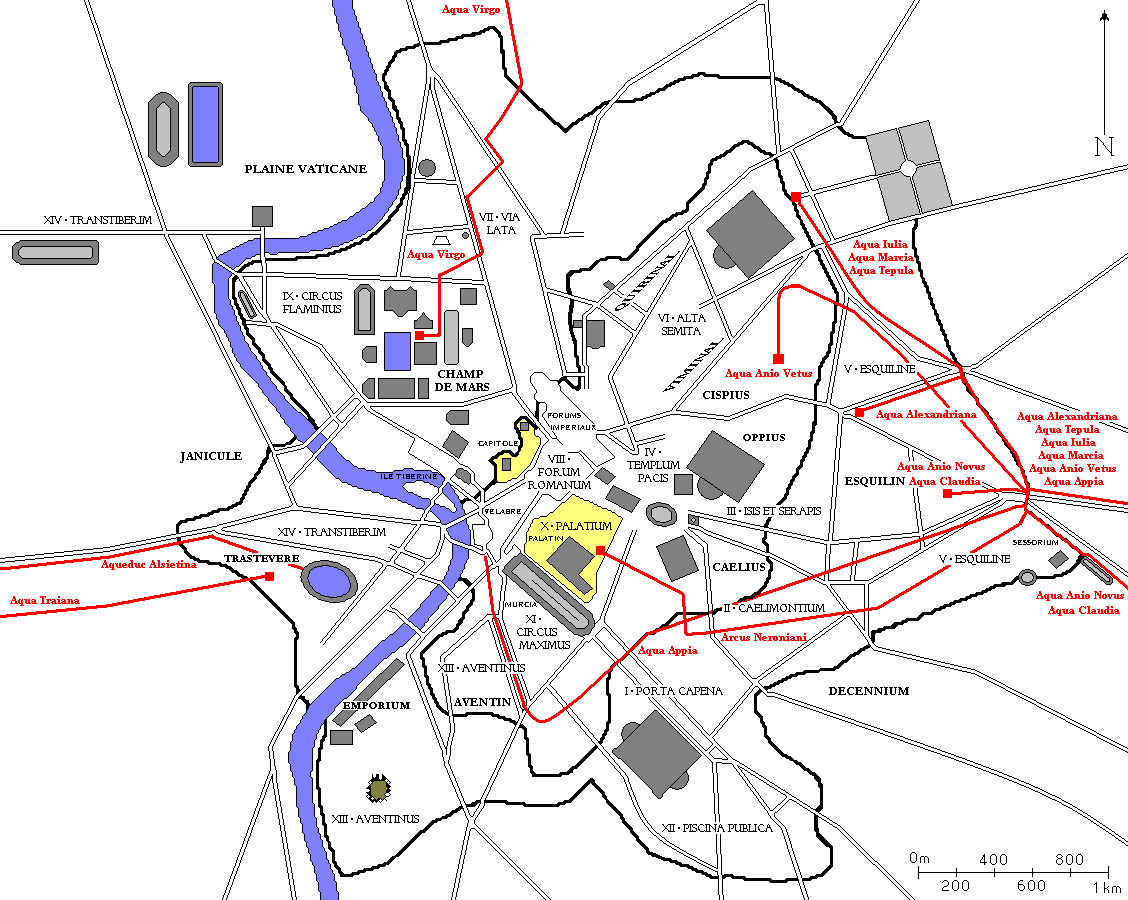
Mapa akvaduktů v Římě

Řím měl uvnitř městských hradeb několik pramenů, ale místní podzemní voda byla dlouhodobě nepoživatelná. Voda z řeky Tibery byla silně znečištěná. V roce 312 př. n. l., kdy byl censorem Appiem Claudiem Caecusem vybudován první akvadukt – Aqua Appia, již patrně místní zdroje ani zdaleka nedostačovaly požadavkům města. Akvadukt Aqua Appia byl ve své době jedním ze dvou velkých veřejných projektů, druhým byla vojenská silnice mezi Římem a Capuou, první část tzv. Appiánské cesty. Oba projekty měly klíčový strategický význam, neboť v té době již třicet let probíhala Třetí samnitská válka. Cesta umožňovala rychlý přesun vojsk, a ať už záměrně nebo dílem náhody, byla větší část potrubí Aqua Appia ukrytá pod zemí, takže byla relativně v bezpečí před případným útokem. Akvadukt byl napájen pramenem vzdáleným 16,4 km od Říma a na své délce klesal asi o 10 metrů tak, aby denně dodal 75 000 kubických metrů vody do fontány na Forum Boarium, dobytčím trhu situovaném na jednom z nejníže položených veřejných míst v Římě.
Druhý akvadukt, Aqua Anio Vetus, byl vybudován asi o čtyřicet let později a byl financován z bohatství zabaveného Pyrrhovi I. Épeirskému. Průtok akvaduktu byl více než dvojnásobný proti Aqua Appia, vstupoval do města na vyvýšených obloucích a tím pádem mohl zásobovat vodou i výše položené části města.
V roce 145 př. n. l. město opět překonalo možnosti stávajícího vodního zásobování. Oficiální komise zjistila, že se akvadukty rozpadají a voda z nich mizí v důsledku samovolného úniku i ilegálního odčerpávání. Praetor Quintus Marcius Rex je tedy nechal opravit a představil třetí, „zdravější” zdroj vody – Aqua Marcia, nejdelší z římských akvaduktů, který byl zároveň dostatečně vysoký, aby mohl dodávat vodu na vrch Kapitol. Práce stály 180 000 000 sesterciů a trvaly dva roky. Se zvyšující se potřebou bylo budováno stále více akvaduktů – v roce 127 př. n. l. Aqua Tepula a poté v roce 33 př. n. l. Aqua Julia. Stavba akvaduktů dosáhla svého vrcholu v období císařství. V době vlády Augusta byl postaven Aqua Virgo a krátký akvadukt Aqua Alsietina, který přiváděl vodu do umělého jezera Trastevere, kde byly pořádány „námořní bitvy” k pobavení lidu. Další krátký augustovský akvadukt Aqua Augusta doplňoval akvadukt Aqua Marcia vodou „vynikající kvality”. Císař Caligula započal se stavbou dalších dvou akvaduktů, které byly dokončeny za jeho nástupce Claudia – 69 km dlouhým Aqua Claudia, který dodával vodu dobré kvality, ale při několika příležitostech selhal, a Anio Novus, nejvyšší a jeden z nejspolehlivějších římských akvaduktů, který však, zvláště po dešti, přiváděl bahnitou, zakalenou vodu, navzdory tomu, že byl vybaven sedimentačními nádržemi.
Většina římských akvaduktů čerpala vodu z údolí a vrchovin Anio, současné řeky Aniene východně od Tibery. Komplexní systém křížení akvaduktů, napájecích přítoků a distribučních nádrží zásoboval prakticky každou část města. Trastevere, region západně od řeky Tibery, byl primárně zásobován rozšířením několika městských akvaduktů, které překonávaly řeku pomocí olověných potrubí ukrytých v základech mostů, vytvářejíce tak obrácený sifon. V případě uzavření těchto akvaduktů vedoucích přes řeku z důvodu běžných oprav byla pro napájení fontán v Trasteverse využívána „jednoznačně nezdravá” voda z akvaduktu Aqua Alsietina. Tato situace byla definitivně vyřešena za císaře Trajána, který v roce 109 n. l. vybudoval akvadukt Aqua Traiana, přivádějící čistou vodu přímo do Trastavere z vodotečí poblíž jezera Bracciano.
Do 3. století bylo město zásobováno 11 státními akvadukty. Jejich celková délka je odhadována na 780–800 kilometrů, z nichž se přibližně 47 km nacházelo nad zemí na zděných nosnících. Do města přiváděly denně až 1 milion kubíků vody nebo konzervativnějších 520 000–635 000 kubíků, které zásobovaly odhadem 1 000 000 obyvatel.

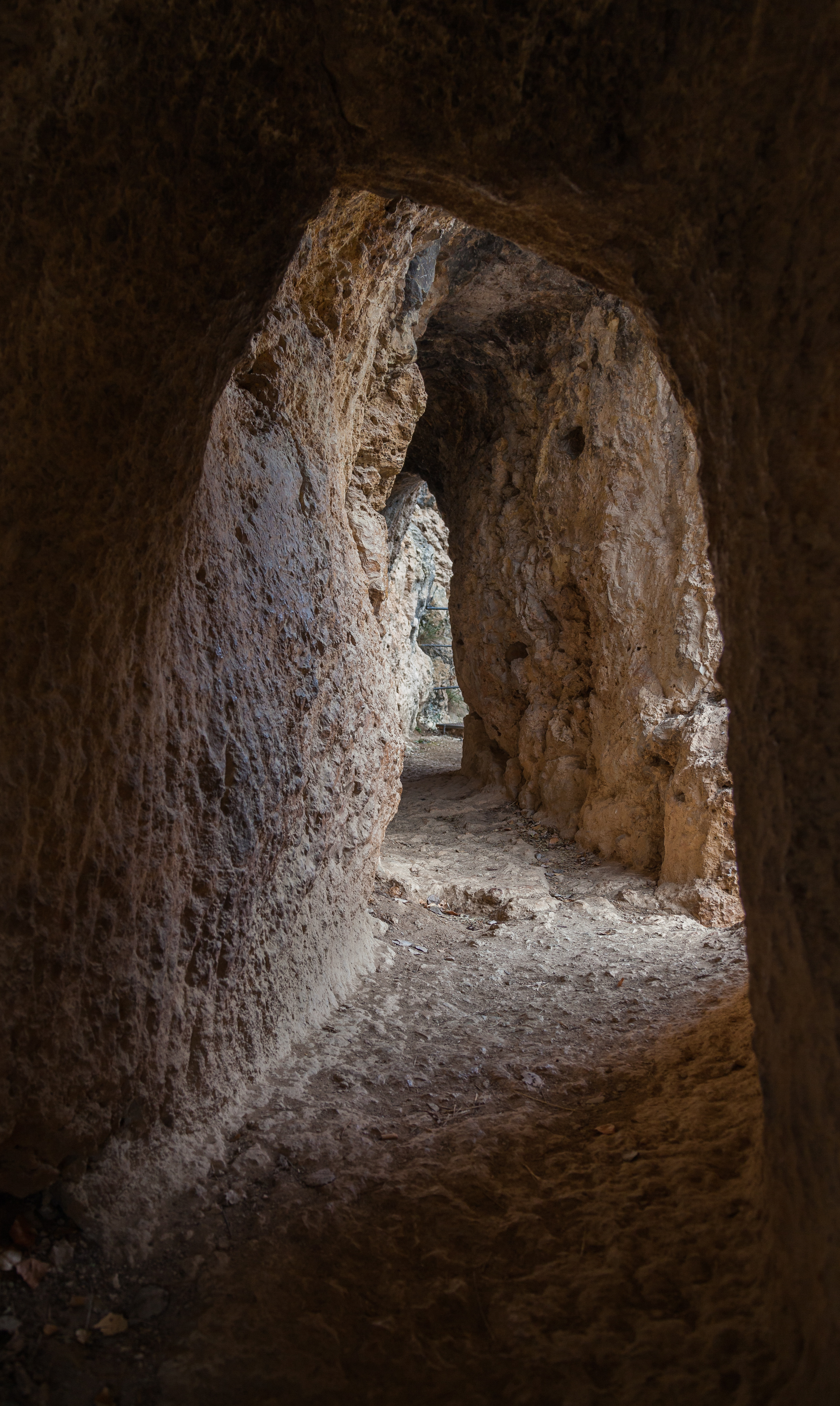
„Galería de los Espejos” (Zrcadlová galerie), tunelový úsek 25 km dlouhého římského akvaduktu vybudovaného v 1. století n. l. poblíž Albarracín (Španělsko)

### Akvadukty v Římské říši
Po celé Římské říši byly vybudovány stovky podobných akvaduktů. Mnoho z nich se již rozpadlo nebo bylo zničeno, ale množství neporušených částí se dochovalo do současnosti. Zaghouanský akvadukt je dlouhý 92,5 km. Byl postaven ve 2. století k zásobování Kartága (v současném Tunisku). Mezi příklady zachovaných mostů patří Pont du Gard v Provence a akvadukt v Segovii ve Španělsku. Nejdelší potrubí, měřící přes 240 km je spojeno s Valenským akvaduktem v Konstantinopoli. Tento systém je minimálně dva a půl krát delší než nejdelší zaznamenané římské akvadukty v Kartágu a Kolíně nad Rýnem, ale možná ještě významnější je fakt, že se jedná o nejvýznamnější zeměměřičský úspěch jakékoli preindustriální společnosti. Konkurencí, pokud se jedná o délku, složitost a náklady na stavbu je provinční Aqua Augusta, který zásoboval celý region, zahrnující nejméně 9 měst včetně velkých přístavů v Neapoli a Misenu – námořní cesty využívané obchodníky a římským vojenským námořnictvem vyžadovaly bohaté zásoby čerstvé vody.

## Plánování, měření a stavba

### Plánování
Ať už se jednalo o státní či soukromou stavbu, akvadukty byly chráněny a regulovány zákonem. Jakýkoli plánovaný akvadukt musel být předložen ke kontrole a schválení občanským autoritám. Povolení (od senátu nebo místních autorit) bylo uděleno pouze v případě, že návrh respektoval vodní práva ostatních obyvatel. Římské komunity se celkově staraly o přidělování sdílených vodních zdrojů podle potřeby. Plánovači veřejných akvaduktů preferovali stavět veřejné půdě (ager publicus), sledujíce co nejkratší, nejméně rozporovanou a nejekonomičtější cestru od vodního zdroje do zamýšlené destinace. Stát vykupoval soukromé pozemky. Akvadukty financované státem vyhrazovaly až 15 stop široký koridor na každé straně, který se měřil od vnější strany konstrukce. Uvnitř tohoto bylo zakázáno orat, sít a cokoli stavět. Tyto regulace byly nezbytné pro zajištění dlouhodobé integrity a pro usnadnění údržby, přesto na lokální úrovni nebyly vždy snadno přijímány a prosazovány, zvláště, když byl ager publicus chápán jako společný majetek. Některé soukromé nebo menší městské akvadukty mohly vyžadovat méně striktní a formální opatření.

### Zdroje a měření
Prameny byly zdaleka nejčastějším zdrojem vody v akvaduktech, například většina vody v akvaduktech města Říma pocházela z rozličných pramenů v údolí Anio a z okolních vrchovin. Voda z pramenů byla sváděna do kamenných nebo betonových zastřešených nádrží a poté vstupovala do samotného potrubí akvaduktu. Rozptýlené prameny mohly vyžadovat několik bočních potrubí napájejících hlavní kanál. Některé systémy čerpaly vodu z otevřených, záměrně budovaných přehradních nádrží, z nichž například dvě (stále funkční) zásobovaly vodou akvadukt v provinčním městě Emerita Augusta (dnešní Mérida, Španělsko).
Území, kterým měl budoucí akvadukt procházet, muselo být pečlivě proměřeno, aby bylo zajištěno, že voda poteče po celé délce v přijatelném sklonu. Římští inženýři využívali k načrtnutí průběhu akvaduktu krajinou různé zeměměřičské nástroje. Horizontální úroveň kontrolovali pomocí chorobatu, ploché dřevěné konstrukce vybavené hladinkou vody, podobně jako moderní vodováhy. Směry a úhly mohly být určovány pomocí gromy, relativně jednoduchého zařízení, které bylo pravděpodobně postupně nahrazeno promyšlenější dioptrou, předchůdcem dnešního teodolitu. Ve svém díle De Architectura (kniha 8) Vitruvius popisuje metody měření a prospekce a testování pitelnosti vody.

### Zdravotní problémy
Řečtí a římští lékaři znali spojitost mezi stojatými či znečištěnými vodami a chorobami přenášenými vodou. Znali také nepříznivé účinky olova na horníky, kteří je těžili a zpracovávali, a z toho důvodu dávali přednost keramickým trubkám před olověnými. Tam, kde byly přesto použity olověné trubky, snižovaly kontaminaci vody rozpuštěným olovem nepřetržitý tok vody a také minerální látky, které se nepřetržitě ukládaly na povrchu potrubí. Nicméně množství olova ve vodě z akvaduktů bývalo přesto cca 100 krát vyšší než u lokálních pramenitých vod.

### Potrubí a sklon

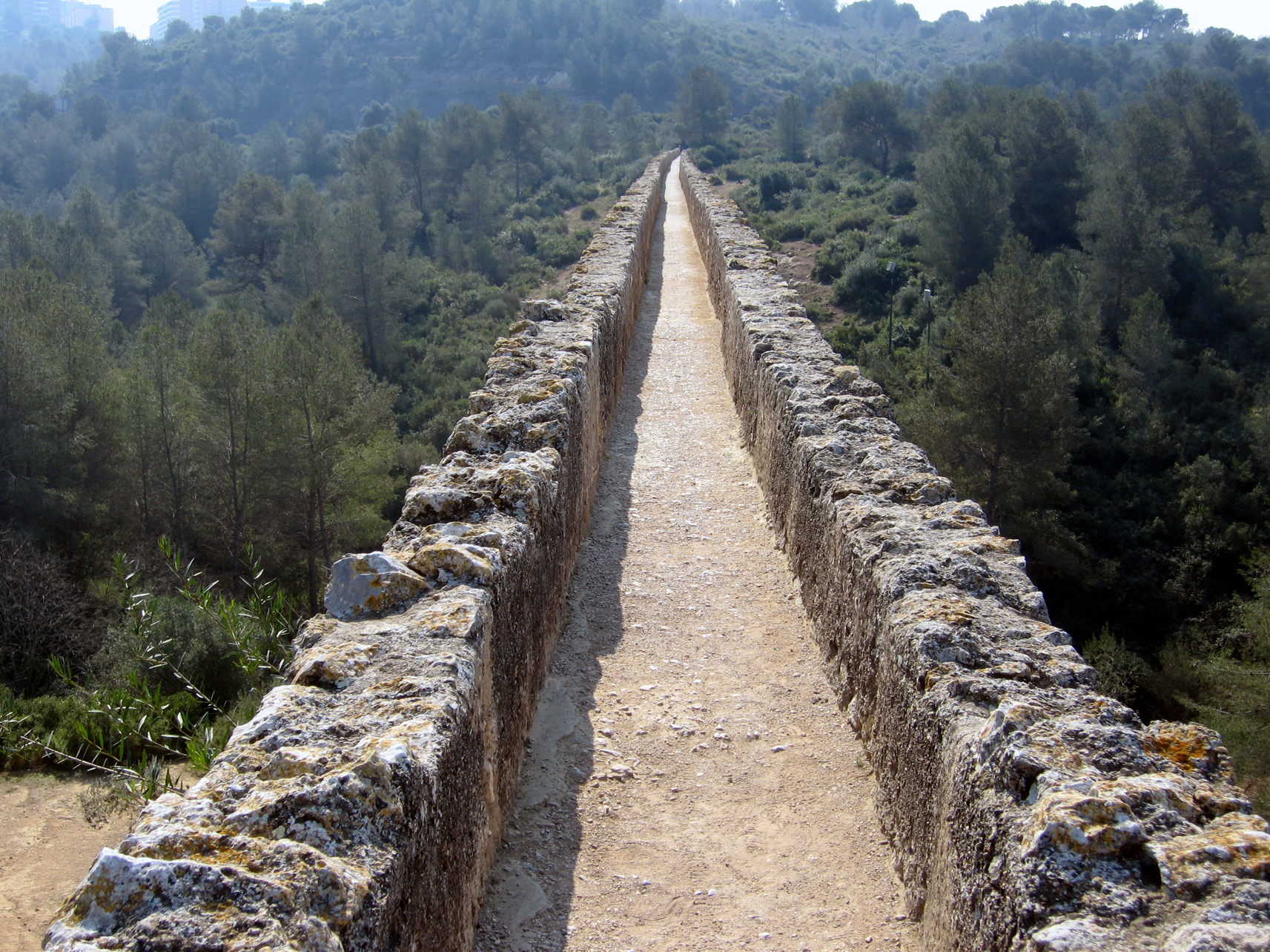
Potrubí akvaduktu Tarragona ve Španělsku

Většina římských akvaduktů měla rovné dno, obloukovitý profil a probíhala 0,5 až 1 m pod povrchem země. V pravidelných intervalech byly v potrubí umístěny kontrolní poklopy umožňující přístup. Části, které se nacházely nad úrovní terénu, byly obvykle zakryty deskou. Časná potrubí bývala vyzděná, ale přibližně od pozdní republiky se místo nich začíná hojněji využívat beton s pohledovým cihlovým vyzděním. Beton používaný pro potrubní vedení byl obvykle vodotěsný. Proud vody závisel pouze na gravitaci. Objem přepravované vody závisel na hydrologii povodí (dešťových srážkách, absorpci a odtoku), průřezu potrubí a sklonu. Většina potrubí byla v běžném režimu naplněná vodou asi ze 2/3. Průřez potrubí byl také určen nároky na jeho údržbu. Pracovník musel být schopen do něj vstoupit a prolézt jím tak, aby byla co nejméně porušena jeho konstrukce.
Vitruvius doporučoval využívání nízkého sklonu, maximálně 1:4800, a to pravděpodobně z důvodu předcházení poškození konstrukce vlivem eroze a tlaku vody. Tato hodnota dobře koresponduje se sklony naměřenými u zachovalých akvaduktů. Sklon mostu Pont du Gard je pouze 34 cm na kilometr a na své celkové délce 50 km klesá dohromady jen o 17 metrů, přitom měl průtok 20 000 kubických metrů denně. Sklony krátkodobých akvaduktů využívaných pro hydraulickou těžbu mohly být znatelně vyšší, tak tomu bylo například v Dolaucothi ve Walesu (maximální sklon asi 1:700) nebo v Las Medulas v severním Španělsku. Tam, kde se u trvalých potrubí narazilo na příliš ostrý přirozený sklon mohl kanál sestupovat kaskádovitě, rozšířit se nebo se rozdělit do vyrovnávacích nádrží, aby se redukovala abrazivní síla vody. Používání stupňovitých kaskád také pomáhalo okysličovat a tím pádem i „osvěžovat” vodu.

### Mosty a sifony

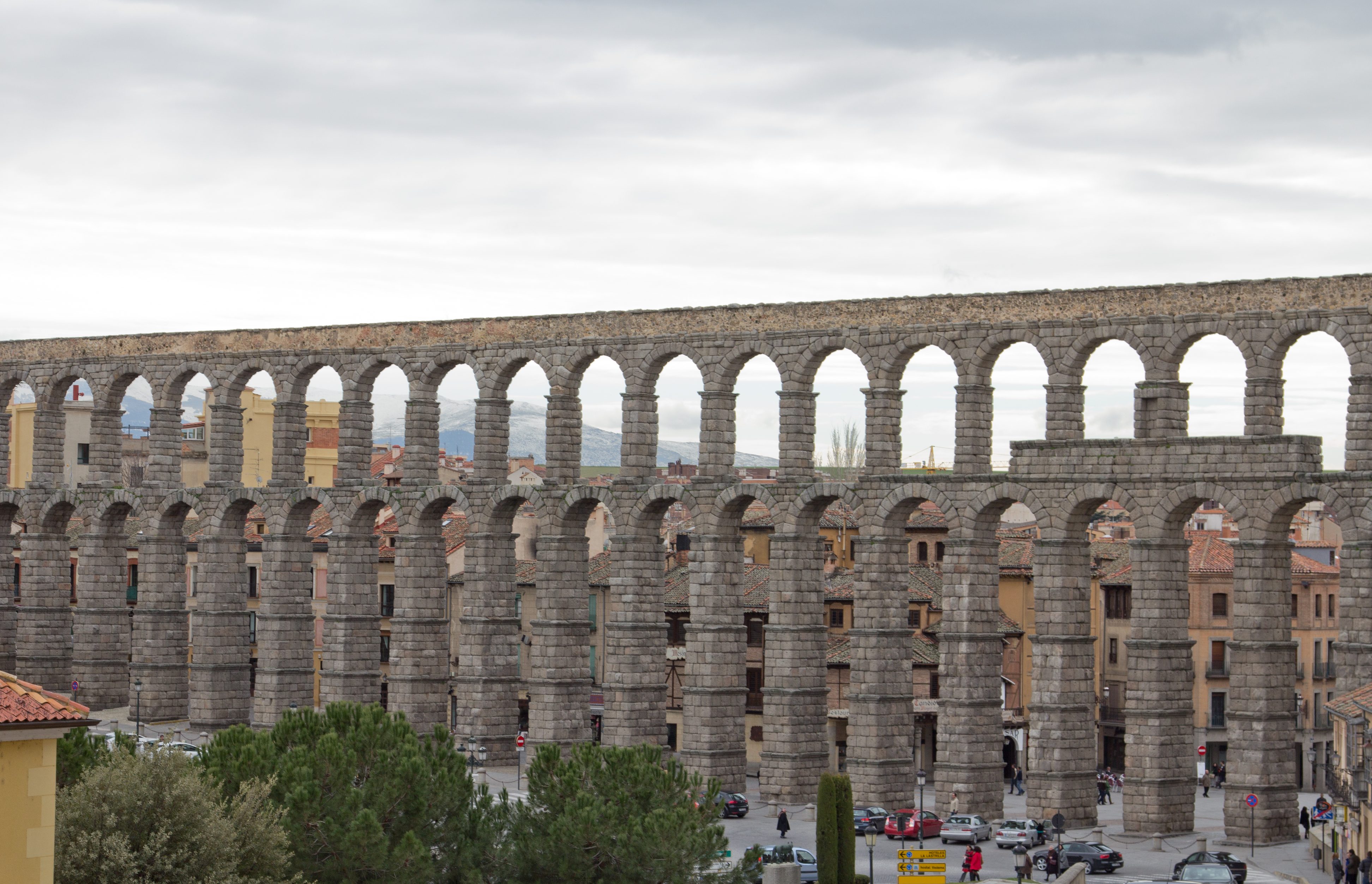
Akvadukt v Segovii, Španělsko

Některá z potrubí akvaduktů byla vedena přes údolí nebo doliny prostřednictvím zděných oblouků z cihel či z betonu. Pont du Gard, jeden z nejpůsobivějších příkladů masivní, několikaúrovňové zděné konstrukce překlenoval údolí řeky Gardon ve výšce asi 48 m nad samotnou řekou. Tam, kde musely být překročeny hluboké nebo podlouhlé terénní sníženiny, mohly být namísto obloukových podpěr použity obrácené sifony. Potrubí přivádělo vodu do hlavní nádrže z ní pak vedla do trubek, které překračovaly údolí na jeho dolní úrovni podepírány nízkým mostem a poté se zvedaly do přijímací nádrže položené o trochu níže než hlavní nádrž. Z té byla voda opět rozváděna do běžného potrubí, při zachování celkového sklonu. Trubky sifonu byly obvykle vyrobeny z letovaného olova, někdy zesílené betonovým obložením nebo kamennými rukávy. Méně často byly samotné trubky keramické nebo kamenné a bývaly spojovány pomocí hrdla na jedné a hladkého konce na druhé straně za následného zalití olovem. Vitruvius popisuje výstavbu sifonů a problémy s ucpáváním, vyfukováním a odvětráváním na jejich nejnižších úrovních, kde je zároveň nejvyšší tlak. Nicméně za předpokladu správné konstrukce a údržby byly sifony univerzální a velmi efektivní. Vodorovná část vysokotlakého sifonového potrubí u Gierského akvaduktu byla vyzdvihnuta na most za účelem překročení splavné řeky a byla tvořena devíti paralelními olověnými trubkami zalitými v betonu. Současní inženýři konstruující potrubí a odpadní stoky využívají při překonávání terénních depresí stejného principu. V Arles zásobovala vedlejší větev hlavního akvaduktu místní předměstí prostřednictvím olověného sifonu, jehož spodek byl uložen přímo do koryta řeky bez jakéhokoli podpůrného můstku.

### Prohlídky a údržba
Římské akvadukty vyžadovaly komplexní systém pravidelné údržby. Bezpečnostní koridory (až 15 stop na každou stranu), stanovené kvůli ochraně podzemních i nadzemních konstrukcí potrubí byly pravidelně kontrolovány, aby se zamezilo nezákonnému orání, setbě, stavbě komunikací či budov. Frontinius zmiňuje jako zvlášť škodlivé pronikání kořenových systémů stromů do konstrukce akvaduktu. Potrubí akvaduktů byla kontrolována a udržována pracovními hlídkami, které snižovaly znečištění způsobené řasami, opravovaly náhodná narušení, odstraňovaly z potrubí štěrk i jiné volné nečistoty a čistily nánosy uhličitanu vápenatého, které se ve zvýšené míře vyskytovaly v akvaduktech napájených ze zdrojů s tvrdou vodou. V případě podzemních částí potrubí byly kontrolní a přístupové poklopy rozmístěné ve standardních intervalech. Nánosy uvnitř sifonů mohly drasticky snížit průtok, který byl navíc už z principu snížen kvůli užším trubkám. Některé proto byly vybaveny zaslepenými otvory, kterými je bylo možno čistit patrně zařízením podobným velké štětce. V Římě, kde byla tvrdá voda běžná, byly kvůli usnadnění přístupu hlavní trubky uložené mělce při obrubnících silnic. Akumulace uhličitanu vápenatého by jinak vyžadovala velmi častou výměnu těchto potrubí.
Akvadukty celkově spravoval a řídil komisař pro vodu (curator aquarum). Jednalo se o jmenovanou funkci s velmi vysokým statutem. V roce 97 za vlády císaře Nerva sloužil jako konzul i curator aquarum Frontinius. O každodenní činnosti skupin údržbářů (aquarii) toho víme jen málo. Za vlády císaře Claudia se Římský kontingent císařských aquarii skládal ze skupiny asi 700 lidí, svobodných i otroků, kteří byli financováni kombinací císařského pokladu a peněz plynoucích z tzv. vodní daně. Pracovali pod dohledem císařského propuštěnce, který zastával oficiální funkci procurator aquarium. Jednalo se pravděpodobně o nikdy nekončící rutinu hlídkování, kontrolování a čištění, která byla občas přerušena mimořádnými nehodami. Kompletní uzavírka celého akvaduktu za účelem údržby byla velmi vzácná a prováděla se v době, kdy byla poptávka po vodě nejnižší, tedy pravděpodobně v noci. Přívod vody mohl být uzavřen na výstupu z vodovodu, když to vyžadovaly menší lokální opravy, ale uzavření celého akvaduktu např. v případě výměny části potrubí vyžadovalo odklonění celého průtoku ať už kdekoli v průběhu akvaduktu či přímo na jeho začátku.

### Distribuce

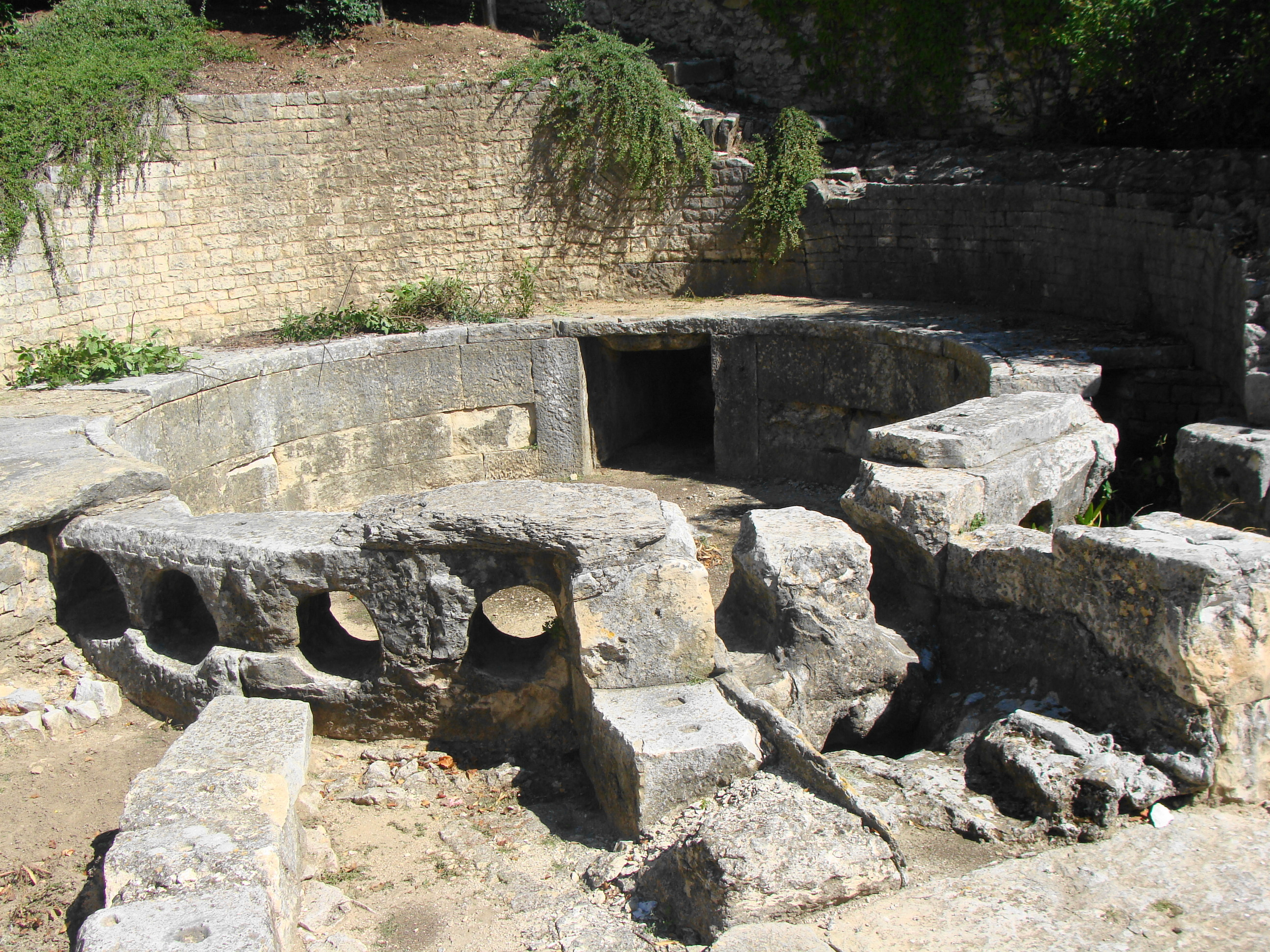
Distribuční nádrž v dnešním Nimes

Hlavní akvadukty mohly být napojeny přímo, ale mnohem častěji vedly do veřejných distribučních terminálů známých jako castella aquae, ze kterých se obvykle pomocí trubek velkého průřezu voda rozdělovala do jednotlivých větví a výběžků. Poté mohla být dodávka vody ještě dále rozdělena. Soukromí uživatelé, kteří chtěli využívat vodu z akvaduktu, byli registrování, získali licenci a byli povinni platit poplatky. Čím větší průměr potrubí, tím větší průtok vody a tím i vyšší poplatek. Běžné bylo zneužívání a podvody s účelem vyhnout se platbám nebo platby alespoň snížit. To zahrnovalo montáž nelicencovaných vývodů, dodatečných vývodů, nebo nelegální rozšiřování průměru distribučních trubek, někdy se tak dělo na základě shovívavosti či úplatnosti nesvědomitých státních úředníků, či dělníků. Oficiální olověné trubky na sobě nesly informace o výrobci, montérech a pravděpodobně také o odběrateli a jeho nárocích. Během císařství se stala produkce olova státním monopolem a udělování práv k čerpání vody z akvaduktů pro soukromé účely se stalo císařskou výsadou.

## Použití

### Občanské a domácí
První akvadukt v Římě (312 př. n. l.) vyvěral za nízkého tlaku, ale konstantního průtoku na hlavním městském dobytčím trhu, patrně do nízkoúrovňové kaskádovité série žlabů a pánví. Horní části sloužily pro domácí použití a spodní pro zvířata nacházející se na tržišti. Římané přicházeli, plnili zde vědra nebo nádoby, které s sebou přinášeli a odnášeli si vodu do svých domovů, bohatší posílali za stejným účelem své otroky. Výška výstupu byla příliš nízká, než aby mohla přímo zásobovat nějakou domácnost nebo jinou stavbu. Přebytečná voda odtékala do kanalizace a odtud přímo do Tibery. V té době se v Římě ještě nenacházely veřejné lázně. První byly pravděpodobně postaveny až v následujícím století podle vzorů ze sousední Kampánie. Omezené množství soukromých a malých veřejných lázní mohlo mít ještě vlastní zásobování vodou, ovšem v okamžiku kdy byla prostřednictvím akvaduktů voda přivedena i do vyšších částí města, začaly ve městě masově vznikat velké a dobře vybavené veřejné lázně a po celém městě začaly být budovány veřejné fontány, kam byla dodávána voda pod vysokým tlakem. Veřejné lázně a kašny se staly symbolem římské civilizace a zejména lázně se proměnily v důležitá společenská centra.
Většina římských měšťanů žila ve vícepodlažních bytových blocích (insulae). Některé z nich byly napojeny na vodovod, ale zpravidla pouze v dolních patrech, která byla vyhrazena majetnějším nájemníkům. Zbytek obyvatel čerpal vodu zdarma z veřejných kašen.

### Zemědělské
Mezi 60 a 90 % populace Římské říše bylo zapojeno v nějaké formě zemědělských prací. Zemědělcům, jejichž vily nebo statky se nacházely poblíž veřejného akvaduktu, mohla být udělena licence pro čerpání předem stanoveného množství vody v předem stanoveném období za účelem letního zavlažování. Tato opatření měla za cíl zajistit dostatek vody i pro uživatele nacházející se dále po proudu a zajistit spravedlivé rozdělení vody mezi konkurenty v období, kdy byla voda nejvíce potřebná a vzácná. V zemědělské ekonomice středomořského antického světa byla voda patrně vůbec nejdůležitější proměnnou. Přímo v Itálii byly přírodní vodní zdroje (prameny, potoky, jezera a řeky) dosti nerovnoměrně rozprostřené po krajině a během suchých a teplých letních měsíců měly tendenci vysychat. Collimela doporučuje, aby každá farma měla přístup k prameni, potoku nebo řece, zároveň ale přiznává, že ne každá jej skutečně měla.
Zemědělská půda bez spolehlivého letního zdroje vody byla prakticky bezcenná. Během vegetačního období mohl "skromný místní" zavlažovací systém spotřebovat stejně vody jako město Řím. Navíc hospodářská zvířata, která byla mimo jiné důležitá z hlediska hnojení půdy, musela být krmena a napájena po celý rok. Přinejmenším někteří římští pozemkoví vlastníci a zemědělci spoléhali částečně či zcela na vodu z akvaduktů při zavlažování svých plodin, které zároveň byly často primárním nebo jediným zdrojem příjmů. Množství vody z akvaduktů, které sloužilo k těmto účelům, však může být jen odhadováno. Jisté je, že vytvoření městských vodovodů přineslo růst intenzivního a efektivního příměstského trhu s choulostivými komoditami, které snadno podlehnou zkáze jako květiny (pro parfémy a slavnostní girlandy), hrozny, zelenina a ovoce, stejně jako zintenzivnění chovu prasat a drůbeže v blízkosti městských trhů.
Licence k používání akvaduktu pro zemědělské účely mohla vést k zvýšení produktivity, peněžních příjmů prostřednictvím prodeje nadbytku potravin a tím pádem i ke zvýšení ceny půdy jako takové. Na venkově bylo zvláště obtížné získat povolení pro čerpání vody z akvaduktů pro zavlažování. Dodržování respektive porušování takových licencí a práv bylo předmětem různých soudních sporů a minimálně v jednou případě i politické kampaně. Na počátku 2. stol. př. n. l. se během vykonávání censorského úřadu pokoušel Cato zablokovat všechny protiprávní zemědělské objekty, zejména však ty, které byly vlastněné pozemkovými elitami. Jeho pokus o reformy se ukázal jako ne příliš úspěšný. Ačkoli nelegální odčerpávání vody mohlo být trestáno zabavováním majetku, včetně samotné nelegálně zavlažované půdy a produkce z ní zdá se, že tato opatření se nikdy nepoužívala a byla v praxi neproveditelná. Přebytky potravin však udržovaly nízké ceny. Nedostatek obilí mohl vést k hladomoru a občanským nepokojům. Každé praktické řešení a opatření proto muselo najít křehkou rovnováhu mezi potřebou vody u obyvatel měst a producentů obilí, zajištění profitu z daní a obstarání dostatku obilí za rozumnou cenu pro římskou chudinu a armádu. Raději tedy než usilovat o zavedení neproduktivních a zároveň prakticky nevymahatelných zákazů, vydávaly úřady individuální vodní granty a licence a s různým úspěchem regulovaly výstupy akvaduktů. Stejně jako Cato se i Plinius starší v 1. století postavil proti producentům obilí, kteří bohatli díky zdrojům z veřejných akvaduktů a veřejných pozemků.
Někteří pozemkoví vlastníci se vyhýbali takovýmto restrikcím a složitostem tak, že si kupovali přístupová práva na vzdálené prameny, které se ani nemusely nacházet na jejich vlastní půdě. Ti nejbohatší si dokonce budovali soukromé akvadukty za účelem přivést vodu z takových zdrojů ke svým vilám. Mumius Niger Valerius Vegetus zakoupil od svého souseda práva na pramen nacházející se na jeho pozemcích, stejně jako přístupový koridor vedoucí k pramenu a následně na něm vybudoval 10 km dlouhý akvadukt propojující pramen s jeho vlastní vilou. Povolení senátu pro podobné projekty však bylo vydáváno jen v případě, kdy se zdálo, že projekt nijak neovlivňuje vodní práva ostatních občanů.

### Průmyslové
Některé akvadukty dodávaly vodu i do průmyslových oblastí, zpravidla prostřednictvím otevřeného kanálu zaříznutého do země, který byl vymazán jílem nebo vydřeven, aby docházelo k co nejmenším ztrátám vody. Většina takových náhonů byla navržena s využitím strmého spádu, aby bylo možno dodávat velké množství vody potřebné pro těžbu. Voda byla využívána při tzv. hydraulické těžbě, kdy se pomocí ní odstraňovalo nadloží a lámala se pomocí ní hornina s rudou, která byla již předem rozpraskaná v souvislosti s jejím intencionálním zahříváním. Voda také poháněla vodní kola a hamry, které drtily rudu pro další zpracování. Doklady takových náhonů a strojů byly nalezeny v Dolaucothi v jihozápadním Walesu.
Právě důlní lokality jako Dolaucothi nebo Las Medulas v severozápadním Španělsku disponovaly množstvím akvaduktů přivádějících vodu z místních řek přímo k šachtám. Kanály se mohly velmi rychle poškodit, případně se stávaly nepotřebnými ve chvíli, kdy byly vytěženy zásoby rudy. V Las Medulas existovalo minimálně sedm náhonů a v Dolaucothi minimálně pět. Pozůstatky kanálů dnes pomáhají identifikovat důlní lokality.
Řada dalších industriálních lokalit napojených na několik akvaduktů ještě nebyla řádně prozkoumána a exkavována. Příkladem může být lokalita Longovicium poblíž Lanchesteru jižně od Hadriánova valu, na které byla patrně voda využívána k pohánění hamrů zpracovávajících železo.
V Barbegalu v Římské Gálii napájela vodní nádrž akvadukt, který pak poháněl kaskádu 16 vodních mlýnů které mlely mouku pro celý region okolo Arles. Podobná situace, ač v menším měřítku je dokumentována v Cesaree, Venafru a římských Aténách. Římský akvadukt Aqua Traina přiváděl mimo jiné vodu i do mlýna v Janiculum, západně od Tibery. Mlýn v suterénu lázní v Caracalle byl poháněn přebytečnou vodou z akvaduktu, což je však pouze jeden z mnoha případů městských mlýnů poháněných vodou z akvaduktů bez oficiálního povolení. V 5. století zákon zakazuje pokoutné používání vody z akvaduktů k mletí obilí.

## Úpadek akvaduktů
Některé akvadukty byly záměrně zničeny nepřáteli během pádu Římské říše, ale většina, kupříkladu Eifelův akvadukt (Německo) se stala nefunkčními v průběhu let vinou rozpadající se římské infrastruktury a údržby. Pozorování zaznamenaná Španělem Pedro Tafurem, který navštívil Řím v roce 1436, odhalují neporozumění samotné podstatě Římských akvaduktů:
Středem města protéká řeka, kterou sem Římané s velkou námahou přivedli a tou je Tibera. Vytvoříli pro ní nové koryto, tak říkajíc z olova a kanály na obou stranách, při vstupu i výstupu z města, a to jak pro mytí koní tak pro jiné služby prospěšné pro lidi a každý, kdo by vstoupil do řeky na jiném místě by se utopil.
V průběhu renesance inspirovaly dochované zbytky zděných konstrukcí akvaduktů architekty, inženýry i jejich donátory. V roce 1453 rekonstruoval papež Mikuláš V. hlavní kanál Římského akvaduktu Aqua Virgo. Řada dalších akvaduktů v bývalé Římské říši byla udržována v dobrém stavu. Schopnost stavět akvadukty nebyla zcela zapomenuta a byla využívána zejména při budování menších a skromnějších kanálů pohánějících vodní kola. V Británii se tyto metody rozvinuly zejména ve středověku při výrobě mouky. Jednalo se o podobný systém, který používali Římané, když odkláněli vodu z místních řek a potoků do náhonů.